# Voetbal op de Olympische Zomerspelen 1904
Voetbal is een van de sporten die beoefend werden tijdens de Olympische Zomerspelen 1904 in St. Louis. Het ging hierbij om een demonstratietoernooi, met wedstrijden van twee keer dertig minuten.
De twee Amerikaanse teams kwamen uit Saint Louis, het Canadese team uit de provincie Manitoba. Verder hadden uit Canada University of Toronto, Winnipeg Shamrocks, Toronto Scots, Berlin Rangers en Seaforth Hurons zich ingeschreven, maar deze ploegen trokken zich terug.

## Heren

### Uitslagen
| datum       |  | land                |        | land                           |
| ----------- |  | ------------------- | ------ | ------------------------------ |
| 16 november |  | Galt F.C. CAN       | 7 – 0  | Christian Brothers College USA |
| 17 november |  | Galt F.C. CAN       | 4 – 0  | St. Rose Parish USA            |
| 20 november |  | St. Rose Parish USA | 0 – 0* | Christian Brothers College USA |
| 23 november |  | St. Rose Parish USA | 0 – 2  | Christian Brothers College USA |

* na verlenging van drie keer tien minuten.
De op 21 november gespeelde wedstrijd tussen St. Rose Parish en Christian Brothers College (0-0) was geen onderdeel van de Olympische Spelen, maar een competitiewedstrijd.

### Eindrangschikking
Er werden in 1904 geen medailles uitgereikt. Later hebben de Canadezen alsnog een gouden medaille gekregen.
| rang   | sporters | land |
| ------ | --- | ---- |
| Goud   | Galt F.C. George Ducker John Fraser John Gourlay (aanvoerder) Alexander Hall Albert Johnson Robert Lane Ernest Linton (doelman) Gordon McDonald Frederick Steep Tom Taylor William Twaits Otto Christman Albert Henderson | CAN  |
| Zilver | Christian Brothers College Charles Bartliff Warren Brittingham Oscar Brockmeyer Alexander Cudmore Charles January John January Thomas January Raymond Lawlor Joseph Lydon Louis Menges (doelman) Peter Ratican            | USA  |
| Brons  | St. Rose Parish Joseph Brady George Cooke Thomas Cooke Cormic Cosgrove Dierkes Martin Dooling Frank Frost (doelman) Claude Jameson Henry Jameson Johnson O'Connell Harry Tate                                             | USA  |

Parijs 1900 · 
St. Louis 1904 · 
Athene 1906 · 
Londen 1908 · 
Stockholm 1912 · 
Antwerpen 1920 · 
Parijs 1924 · 
Amsterdam 1928 · 
Berlijn 1936 · 
Londen 1948 · 
Helsinki 1952 · 
Melbourne 1956 · 
Rome 1960 · 
Tokio 1964 · 
Mexico-Stad 1968 · 
München 1972 · 
Montréal 1976 · 
Moskou 1980 · 
Los Angeles 1984 · 
Seoel 1988 · 
Barcelona 1992 · 
Atlanta 1996 · 
Sydney 2000 · 
Athene 2004 · 
Peking 2008 · 
Londen 2012 · 
Rio de Janeiro 2016 ·
Tokio 2020 ·
Parijs 2024 ·
Los Angeles 2028

Medaillewinnaars
Atletiek · Basketbal (demonstratie) · Boksen · Boogschieten · Gewichtheffen · Golf · Lacrosse · Roeien · Roque · Schermen · Schoonspringen · Tennis · Touwtrekken · Turnen · Voetbal · Waterpolo · Wielersport · Worstelen · Zwemmen